# Lužánky
Lužánky är en park i staden Brno i Tjeckien. Lužánky ligger 214 meter över havet.